# Purkersdorf
Purkersdorf is een gemeente in de Oostenrijkse deelstaat Neder-Oostenrijk, gelegen in het district Sankt Pöltner Land (PL). De gemeente heeft ongeveer 7800 inwoners.

## Geografie
Purkersdorf heeft een oppervlakte van 30,24 km². Het ligt in het noordoosten van het land, vlak bij de hoofdstad Wenen.
Van 1954 tot en met eind 2016 maakte de gemeente deel uit van het district Wien-Umgebung (WU). Dit district werd per 1 januari 2017 opgeheven. Sinds die datum maakt Purkersdorf deel uit van het district Sankt Pöltner Land (PL).

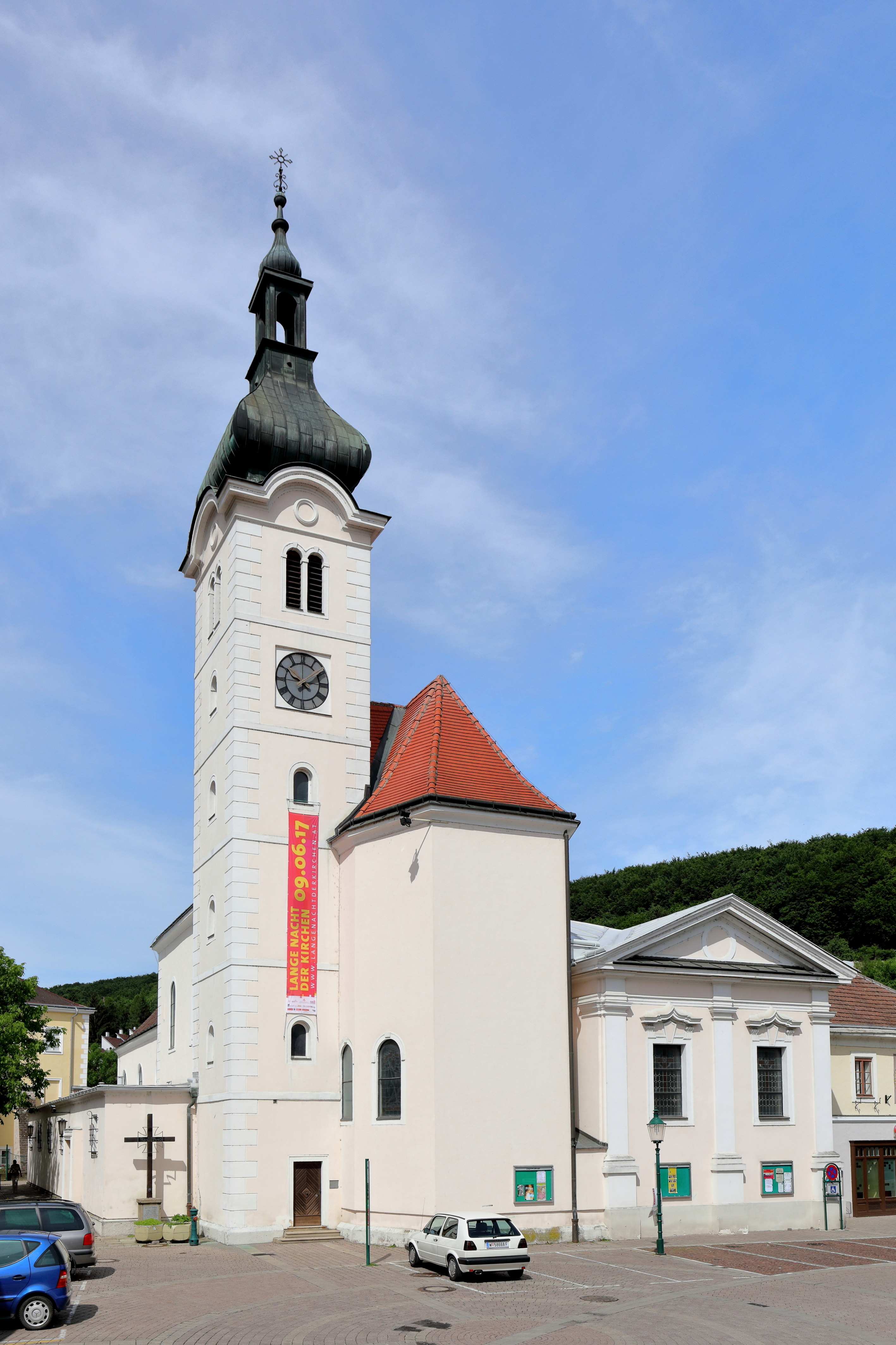
St. Jakobkerk

Ebergassing · Fischamend · Gablitz · Gerasdorf bei Wien · Gramatneusiedl · Himberg · Klein-Neusiedl · Klosterneuburg · Lanzendorf · Leopoldsdorf · Maria Lanzendorf · Mauerbach · Moosbrunn · Pressbaum · Purkersdorf · Rauchenwarth · Schwadorf · Schwechat · Tullnerbach · Wolfsgraben · Zwölfaxing
- Gemeinsame Normdatei: 4354170-7
- Library of Congress Control Number: n95096786
- MusicBrainz: 1d82a15a-913d-40fa-bb9f-720a9a4b639d
- Nationale Bibliotheek van Israël: 987007533221605171
- Virtual International Authority File: 168331289
- WorldCat: E39PBJtMhF3XCVVbdkThmrw9jC